# Primeira Guerra Ítalo-Etíope

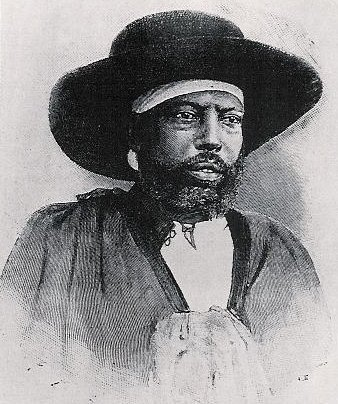
Imperador Menelik II da Etiópia

A Primeira Guerra Ítalo-Etíope (em italiano: Guerra di Abissinia ou Campagna d'Africa Orientale) corresponde à invasão italiana da Etiópia ocorrida entre os anos 1895 e 1896. É um dos poucos casos existentes de resistência armada ao colonialismo europeu no século XIX.
A Etiópia é um país que data de tempos bíblicos. O reino de D'mt (980-400 a.C.) tinha territórios na Etiópia, Eritreia e Iémen, na Península Arábica. De lá teria saído a rainha de Sabá, mencionada na Bíblia, que visitou o rei Salomão em Jerusalém. Apesar de a história bíblica mencionar um contato nos limites da diplomacia, a versão etíope é diferente: a rainha de Sabá voltou grávida - e daí nasceu a linhagem nobre da nação. O reino de D'mt foi sucedido pelo Império de Axum, que durou até 940, após o que houve uma sucessão de dinastias. Reinos e territórios foram e vieram, mas três coisas se mantiveram: os imperadores (ou negusa nagast, o "rei dos reis") eram descendentes de Salomão. Falava-se o amárico (língua semita com alfabeto próprio) e o reino era cristão, na tradição da Igreja Ortodoxa Etíope - eles se converteram no século III, antes de o cristianismo se tornar oficial em Roma.
A Itália nesse período era uma nação recém-fundada. Dividida ou conquistada desde a queda do Império Romano, em 476, só foi unificada pelo rei Vítor Emanuel II, em 1870. Era um país agrário e pobre. Pelo menos 25 milhões de italianos haviam migrado para outros países, inclusive o Brasil. Para não ficar para trás, a Itália se envolveu na última moda entre as potências europeias: a criação de colônias na África. Eram os tempos da "corrida pela África", na qual os países da Europa Ocidental dominaram absolutamente todo o continente, entre 1880 e 1900.
Em meio à corrida, só mantiveram sua independência Etiópia e Libéria, esta uma invenção recente dos Estados Unidos, datada de 1847, quando antigos escravos voltaram para a África. Isso não quer dizer que a Etiópia havia escapado intacta da sanha colonialista. O país perdeu seu acesso ao mar em 1559 para o Império Otomano, numa guerra em que tiveram os portugueses como aliados. Em 1884, o Reino Unido arrastou o imperador etíope Yohannes IV para um conflito contra os fanáticos madistas do Sudão. Os sudaneses acreditavam que seu líder, Muhammad Ahmad, era o messias islâmico - o mahdi. Em troca, os ingleses reconheceriam a soberania etíope sobre o litoral. Os ingleses não cumpriram a promessa - em vez disso estimularam os italianos a colonizar a costa, para fazer frente a seus adversários franceses, que dominavam a Somália. Os etíopes tentaram resistir. Em 1887, 7 mil deles massacraram uma força de 500 soldados italianos em Dogali. Mas, com uma guerra feroz contra os madistas, não puderam impor sua presença no litoral. Em 10 de março de 1889 Yohannes morreria na Batalha de Matama. Seus inimigos madistas desfilaram com sua cabeça numa lança pelas ruas da capital, Ondurmã.
Antes de ser capturado, Yohannes transformou seu sobrinho, Mengesha, em sucessor, afirmando que ele, na verdade, era seu filho. A maioria dos nobres não aceitou, entre eles Menelik II, rei de Shewa, vassalo de Yohannes e seu sucessor natural. Em 25 de março, ele se proclamou o verdadeiro negusa nagast e passou o ano em conflito ou negociações com outros nobres etíopes, até ser reconhecido soberano em 3 de novembro. Entre essas negociações, Menelik incluiu o apoio da Itália: em troca de reconhecimento e armas, em 2 de maio ele assinaria o Tratado de Wuchale, que cedia toda a costa aos italianos, que batizaram sua colônia de Eritreia. O tratado, com efeito, oferecia um pouco mais: na versão em amárico, seu artigo 17 dizia que o imperador podia fazer uso dos serviços diplomáticos italianos. A versão europeia afirmava que ele só poderia fazer diplomacia por meio da Itália, efetivamente transformando-o em vassalo do rei da Itália. Menelik logo soube da diferença, mas preferiu não agir enquanto consolidava seu poder, importando mais armas dos europeus, inclusive dos supostos aliados.
Em 1893 declarou que o tratado não tinha validade. Os italianos responderam movendo tropas para a fronteira e invadindo a Etiópia. Em 13 de janeiro de 1895, puseram para correr uma tropa de Mengesha Yohannes, o "filho" do imperador anterior, ainda que estivessem em menor número. Foi a única vitória europeia. Ao longo do ano, os italianos recuaram para posições defensivas. Em dezembro, estavam perto de Adwa. Por semanas, esperaram que os etíopes atacassem, mas Menelik era experiente e aguardou - tanto que estava prestes a levantar acampamento, porque os suprimentos estavam acabando e o moral da tropa, baixo. O general italiano, Oreste Baratieri, veterano das guerras de unificação da Itália, também manteve posição. Mas o governo italiano achou a situação vergonhosa. No final de fevereiro, Baratieri recebeu ordem para atacar.
Assim, na noite de 1 de março de 1896, 18 000 italianos abandonaram as fortificações e passaram pelas colinas de Adwa, mas seus mapas eram precários e as forças acabaram isoladas. Esperavam encontrar 30 mil etíopes, mas havia mais de 100 mil, 80% com armas modernas. Foi um massacre. Horas depois, 7000 deles estariam mortos, 1500 feridos e 3000 capturados.
Os generais de Menelik insistiram para que rumassem para a Eritreia, mas o Negusa Nagast sabia que os italianos teriam recursos para reagir se provocados. As notícias da derrota causaram comoção na Itália, com protestos e a renúncia do primeiro-ministro Francesco Crispi. Baratieri enfrentou a corte marcial, mas foi inocentado. Em 23 de outubro, o Tratado de Adis Abeba deu fim à guerra e reconheceu a soberania etíope.
Para os negros, a Etiópia assumiu dimensões míticas. Era um exército africano, de diversas etnias, vencendo os colonialistas brancos.

Do lado italiano, foi um profundo vexame, que levou a um ressentimento de sérias consequências. Mussolini surgiria com o discurso de restaurar o orgulho italiano. Em 1936, Il Duce comandou uma nova invasão da Etiópia, na qual foram usadas armas químicas. Os italianos conquistaram o país até 1941, quando os britânicos o retomaram para os etíopes.